# Na Lune
Na Lune (На Луне) è un film del 2020 diretto da Egor Končalovksij.

## Trama
Il figlio di un uomo influente, durante una corsa notturna, investe accidentalmente un pedone. A seguito dell'incidente suo padre lo manda nelle regioni settentrionali.